# Волосянка-Закарпатська
Волося́нка-Закарпа́тська — проміжна залізнична станція Ужгородської дирекції Львівської залізниці.
Розташована у селі Волосянка Великоберезнянського району Закарпатської області на лінії Самбір — Чоп між станціями Щербин (12 км) та Ставне (9 км).

## Історія
Станцію було відкрито 1904 року у складі залізниці Великий Березний — Сянки. До 1918 року вживався угорський варіант назви села та станції Hajasd.
Електрифіковано станцію 1968 року у складі залізниці Самбір — Чоп. На станції зупиняються приміські електропотяги та потяги далекого сполучення.